# Rurik (Schiff, 1851)

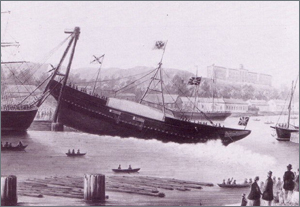
Stapellauf der Fregatte Rurik, 1851

Die Rurik (russ.: Рюрик) war eine dampfgetriebene Rad-Fregatte der kaiserlich-russischen Marine.
Sie war vom Senat des damals zum russischen Zarenreich gehörenden Großfürstentums Finnland für das 1830 begründete finnische Marinegeschwader (Suomen Meriekipaasi) geordert worden. Namensgeber war der legendäre Waräger-Fürst Rurik.
Die Rurik wurde auf der Werft Gamla Warfsbolaget i Åbo in Turku gebaut und lief dort am 30. Oktober 1851 vom Stapel.  Mit 1.500 Tonnen und 12 Geschützen war sie das größte bis zu diesem Zeitpunkt in Finnland gebaute Schiff.  Ihre 300-PS Dampfmaschine verlieh ihr eine Höchstgeschwindigkeit von 11 Knoten.
Die Rurik diente zunächst als Begleitschiff der Zaren-Yacht Alexandria und später in der Baltischen Flotte.

## Nachfolger
Die russische Marine hatte später zwei weitere Schiffe mit Namen Rurik:
- Rurik (1892) – Panzerkreuzer, gesunken 1904 im Seegefecht bei Ulsan
- Rurik (1906) – Panzerkreuzer, Flaggschiff der Baltischen Flotte im Ersten Weltkrieg